# انجمن قلم ایران
انجمن قلم ایران نهادی است که در تاریخ ۶ خرداد ۱۳۷۸ تاسیس شد. این نهاد با دریافت مجوز قانونی فعالیت از وزارت فرهنگ و ارشاد اسلامی، رسماً فعالیت خود را آغاز کرد. انجمن قلم ایران در حال حاضر دارای ۲۰۰ نفر عضو است.

## اهداف
انجمنِ قلم ایران برای رسیدن به اهداف زیر تأسیس شده‌است:
- مجتمع ساختنِ اهالیِ قلم با تکیه بر مسائلِ صنفی
- ایجادِ زمینه مناسب برای احرازِ نقشِ فعال‌تر اعضا در تحولاتِ اجتماعی
- دفاع از آزادی بیان و اندیشه در محدوده قانونِ اساسی
- کوشش در راهِ اشاعه هر چه به‌تر و بیشتر ارزش‌های والای انسانی و دینی

## مؤسسان
اعضای هیئت مؤسس انجمن قلم ایران، عبارت‌اند از حمید سبزواری، عبدالکریم بی‌آزار شیرازی، علی اکبر ولایتی، علی لاریجانی، راضیه تجار، شمس‌الدین رحمانی، علی معلم، حمید گروگان، محسن چینی فروشان، محمدرضا سرشار، ابراهیم حسن بیگی، محمد میرکیانی، محسن پرویز، سمیرا اصلان پور، سید مهدی شجاعی، مریم جمشیدی، مریم صباغ زاده ایرانی و محمدرضا جوادی.

## روز ملی قلم
در سال ۱۳۸۱ به پیشنهاد انجمن قلم ایران، ۱۴ تیر به عنوان روز ملی قلم در تقویم رسمی ایران ثبت شد.

## مهمترین کارها
برخی از فعالیتهای انجمن قلم ایران تاکنون عبارت‌اند از:
۲. پیشنهاد اعطای مدرک معادل به شاعران، نویسندگان، پژوهشگران و منتقدان ادبی، همانند سایر رشته‌های هنری/ این طرح، پس از سالها تلاش، سرانجام در مهر ۱۳۸۵ به تصویب شورای عالی انقلاب فرهنگی رسید؛ و هم‌اکنون عده قابل توجهی از اهالی قلم، از مزایای آن، بهره‌مند شده‌اند و می‌شوند.
۳. پیشنهاد انتشار صد اثر (داستان، شعر، پژوهش و نقد ادبی) از صد نوقلم، با مشارکت وزارت فرهنگ و ارشاد اسلامی/ این طرح به تصویب رسیده و ۷۹ عنوان به چاپ رسید.
۴. پیشنهاد انتشار ۴۰۰۰۰ صفحه مجموعه آثار چهل شاعر و نویسنده پیشکسوت، با مشارکت وزارت فرهنگ و ارشاد اسلامی. این طرح به تصویب رسده و ۲۸۶۵۳ صفحه از این آثار انتشار یافته‌است.
۵. تأسیس جایزه ادبی قلم زرین برای اهدا به بهترین کتابهای شعر، داستان و پژوهش و نقد ادبی، به‌طور سالیانه/ این جایزه، همه ساله در روز ملی قلم (۱۴ تیر) به آثار برگزیده، اهدا می‌شود. تا به حال ۱۲ دوره این جشنواره برگزار شده‌است.
۶. تأسیس فصلنامه ادبی ـ فرهنگی اصحاب قلم / ۱۱ شماره از این فصلنامه منتشر شده‌است.
۷. تأسیس ماهنامه تخصصی «اقلیم نقد» / ۱۹ شماره از این ماهنامه منتشر شده‌است.
1. اهدای ده‌ها فقره وام قرض‌الحسنه پنج و ده میلیون ریالی به اعضا.
2. تلاش در جهت تشکیل «اتحادیه نویسندگان جهان اسلامی»
3. انجام بعضی ملاقاتها و رایزنی‌ها، با برخی از تشکلها و شخصیتهای ادبی و فرهنگی خارجی (از جمله اتحادیه نویسندگان عرب)
4. برگزاری دوره‌ای آموزشی داستان‌نویسی، با مشارکت بنیاد حفظ آثار و نشر ارزشهای دفاع مقدس، جلسات نقد داستان، و جشنواره ادبی «سلام بر نصرالله» با مشارکت نهادهای ذی‌ربط.

## اعضای هیئت مدیره
اعضای هیئت مدیره انجمن قلم ایران هر دو سال یک بار در مجمع عمومی این انجمن انتخاب می‌شوند.
| دوره    | سال انتخابات | رییس هیئت مدیره | نایب‌رییس      | دبیر          | خزانه‌دار         | عضو           | عضو              | عضو               |
| ------- | ------------ | --------------- | ------------- | ------------- | ---------------- | ------------- | ---------------- | ----------------- |
| چهارم   | ۱۳۸۴         | علی‌اکبر ولایتی  | محمدرضا سرشار | راضیه تجار    | جواد محقق        | امیرحسین فردی | مجتبی رحماندوست  | فیروز زنونی جلالی |
| پنجم    | ۱۳۸۶         | محمدرضا سرشار   | محسن پرویز    | راضیه تجار    | عباسعلی براتی‌پور | محمد میرکیانی | کامران پارسی‌نژاد | رضا رسولی         |
| هشتم    | ۱۳۹۲         | محمدرضا سرشار   | محسن پرویز    | راضیه تجار    | عباسعلی براتی‌پور | محمد میرکیانی | کامران پارسی‌نژاد | رضا رسولی         |
| دهم     | ۱۳۹۷         | محسن پرویز      | پدرام پاک‌آیین | راضیه تجار    | عباسعلی براتی‌پور | رضا اسماعیلی  | کامران پارسی‌نژاد | احمد میرزاده      |
| یازدهم  | ۱۳۹۹         | محسن پرویز      | پدرام پاک‌آیین | راضیه تجار    | رضا اسماعیلی     | احمد شاکری    | سودابه امینی     | احمد میرزاده      |
| دوازدهم | ۱۴۰۱         | محمد سرشار      | احمد میرزاده  | مریم پوریامین | رضا اسماعیلی     | احمد شاکری    | راضیه تجار       | رحیم مخدومی       |